# 홈 리코딩
홈 리코딩(home recording)은 녹음의 한 종류로, 전문적인 시설이 갖추어져 있는 녹음실이 아닌 집과 같은 개인적인 공간에서 녹음하는 것을 일컫는다. 집에서 하는 녹음을 프로젝트 스튜디오 또는 홈 스튜디오라고도 한다. 홈 리코딩은 보통 인디 밴드, 싱어송라이터, 팟캐스터, 다큐멘터리 제작자나 녹음이 필요한 취미를 가진 사람들이 애용하나 일부 유명한 사람도 이용하기도 한다. 최근 몇 년간 전문 오디오 장비의 가격이 하락하고 있으며, 인터넷을 통해 녹음에 관한 방법을 얻는 것이 쉬워졌다. 이러한 경향이 홈 리코딩을 한 트렌드로 만들었다.

## 같이 보기
- Lo-Fi